# Le Corsaire
Le corsaire è un balletto in tre atti basato sul poema Il corsaro di Lord Byron del 1814 e musicato da Adolphe Adam.
Il debutto avvenne il 23 gennaio 1856 all'Opéra di Parigi. Originariamente venne coreografato da Joseph Mazilier..
Il balletto ha subito molte revisioni in Russia, tra cui quelle di Jules Perrot (1858), Marius Petipa (1858, 1863, 1868, 1885 e 1899), Aleksandr Gorskij (1912), Agrippina Vaganova (1931), Pëtr Gusev (1955), Konstantin Sergeev (1972, 1992) e Jurij Grigorovič (1994).
Durante il XIX secolo la partitura di Adam aveva già visto un considerevole aumento di musica addizionale e all'inizio del XX secolo si erano già aggiunti sei compositori diversi: Cesare Pugni, il granduca Pietro II di Oldenburg, Léo Delibes, Léon Minkus, il principe Nikita Trubeckoj e Riccardo Drigo.
Nel ventunesimo secolo Le corsaire è rappresentato fondamentalmente in due versioni. In Russia e in Europa la versione di Pëtr Gusev del 1955, in America e in alcune parti dell'Europa occidentale la versione di Konstantin Sergeev del 1973. Spesso però vengono presentati come pezzi a parte i suoi brani più famosi: Le jardin animé, il Pas d'esclave, il Grand pas de trois des odalisques e il celeberrimo Pas de deux.

## La genesi deLe corsaire
Il primo adattamento al balletto del poema di Lord Byron fu allestito da Giovanni Galzerani e andò in scena con un grande successo a Milano, al Teatro alla Scala nel 1826, con imponenti scene di Alessandro Sanquirico e musica di vari maestri. Originariamente il ruolo del corsaro non era una parte ballata, ma affidata a un mimo italiano, Domenico Segarelli..
Un secondo adattamento, più famoso, fu quello presentato il 23 gennaio del 1856 dal balletto dell'Académie Royale de Musique (oggi balletto nazionale dell'Opéra di Parigi), frutto dell'idea dell'allora direttrice dell'Opéra, l'imperatrice Eugenia di Francia, moglie di Napoleone III. Per allestire questa produzione fu chiamato il coreografo e maestro di balletto dell'Opéra Joseph Mazilier, uno dei migliori coreografi del tempo, molto abile nell'allestire balletti narrativi (suo è anche Paquita del 1844). Come era prassi a quei tempi, si chiese ad uno scrittore di scrivere il libretto e la scelta di Maziler cadde su Jules-Henri Vernoy de Saint-Georges, un famoso autore che aveva già affrontato la stesura della trama di Giselle in collaborazione con Théophile Gautier nel 1841 e in seguito affronterà La figlia del faraone per Petipa nel 1862.

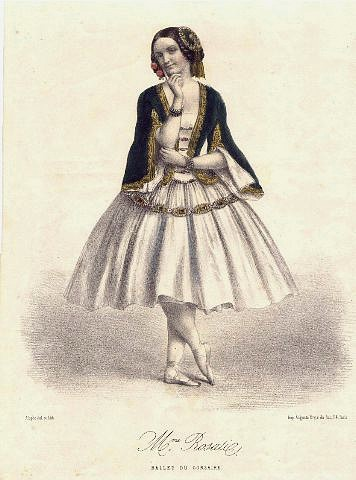
Carolina Rosati, Medora. Litografia del 1856

Le corsaire venne messo in scena soprattutto per dare risalto alla famosa ballerina italiana Carolina Rosati che allora era la "Prima ballerina" incontrastata dell'Opéra, celebrata per la sua bellezza, le punte forti, la batterie pulita, la precisione di esecuzione e la mimica ben fatta e comprensibile. La partitura fu commissionata, per l'incredibile somma di 6.000 franchi, oltre ai diritti d'autore, ad Adolphe Adam, il quale era, a quel tempo, il miglior compositore in Francia sia per l'opera che per il balletto.
Il debutto de Le corsaire fu un notevole successo e l'interpretazione dell'eroina Medora da parte della Rosati infiammò i cuori parigini. Gli effetti teatrali erano i migliori mai visti sul palco de l'Opéra, disegnati e fabbricati dal macchinista Victor Sacré. Nella scena del naufragio del terzo atto, Andrej Roller, maestro di effetti teatrali del Bol'šoj usò effetti elettro-galvanici per i fulmini e Gustave Doré immortalò la scena con i suoi disegni. L'imperatrice Eugénie, che tanta parte ebbe nella realizzazione dello spettacolo, ne restò così impressionata da esclamare: "In tutta la mia vita non ho mai visto, e probabilmente non vedrò mai più, nulla di più emozionante e bello."
La partitura di Adam fu molto elogiata per la melodia, l'orchestrazione e l'intensità drammatica. Sfortunatamente fu l'ultimo suo lavoro: morì di attacco cardiaco il 3 maggio 1856, quasi quattro mesi dopo il debutto del balletto. La mattina della sua morte, all'Opéra venne data una rappresentazione in commemorazione del compositore e gli incassi furono devoluti alla vedova.
Le corsaire fu rappresentato 43 volte nel solo 1856 con la Rosati nella parte di Medora, Domenico Segarelli (Conrad), Claudina Cucchi (Gulnare) e Louise Marquet (Zulmea). L'interpretazione della Rosati fu considerata da tutti insuperabile, particolarmente nell'esecuzione delle variazioni (scène de séduction e pas de l'eventail) e quando la ballerina se ne andò da Parigi nel 1859, il balletto venne tolto dal repertorio. Non molto tempo dopo anche Mazilier si ritirò dalle scene.

## Le corsairein Russia

### L'allestimento di Petipa e Perrot nel 1858
Le corsaire fu allestito in Russia dal grande maître de ballet Jules Perrot per il Balletto Imperiale (oggi Balletto Mariinskij) per mettere in risalto le doti della ballerina Ekaterina Friedbürg. L'allora giovane Marius Petipa interpretava la parte di Conrad. Perrot sostanzialmente riprese la coreografia originale di Mazilier mentre Petipa, che contribuì all'allestimento del balletto, riscrisse alcune delle danze originali, tra queste il Pas de éventails del primo atto (nel quale Medora e sei corifee creano un effetto "coda di pavone" con grandi ventagli) e la Scéne de seduction.
Il Pas d'esclave
Per la produzione del 1858, Petipa aggiunse un pas de deux, preso dal suo balletto del 1857 La rosa, la violetta e la farfalla, un lavoro scritto sulla musica del granduca Pietro II di Oldenburg. Questo Pas fu aggiunto soprattutto per la ballerina Ljubov' Radina, che danzò il ruolo di Gulnare e diventò famoso con il titolo di Pas d'esclave, un Pas d'action drammatico in cui il mercante di schiavi Lankendem mostra agli altri mercanti la splendida schiava Gulnare per venderla.

### L'allestimento di Petipa nel 1863
Jules Perrot se ne andò dalla Russia nel 1858 e Petipa diventò l'assistente del maître de ballet del Balletto Imperiale Arthur Saint-Léon. Alla morte di Saint-Léon, nel 1870, Petipa prese il suo posto come maître de ballet mantenendo la posizione fino al 1903.
Nel 1863 Petipa presentò una versione completamente nuova de Le corsaire, allestita soprattutto per la moglie, la prima ballerina Marija Surovščikova. Per questa produzione Petipa commissionò nuova musica al primo compositore del Balletto Imperiale Cesare Pugni. Tra le aggiunte di Pugni notiamo la Mazurka dei corsari del secondo atto, balletto che compare ancora nelle moderne produzioni.
Il Grand pas de trois des Odalisques
Per l'edizione del 1863, Petipa ampliò il Pas des odalisques del secondo atto. Originariamente il Pas era solo un valzer di Adam, ma Petipa decise di farlo diventare pas de trois nella forma classica composta da entrée, tre variazioni e una coda). Il valzer originale di Adam diventò l'Entrée, per le prime due variazioni e la coda si usò musica originale di Pugni, mentre la terza variazione, trasferita da un'altra scena, era di Adam, originalmente scritta per una variazione di Gulnare. Il grand pas è danzato ancora oggi.

### Il nuovo allestimento di Mazilier del 1867 e quello di Petipa del 1868,Le Jardin Animé
Quattro anni più tardi a Parigi, Joseph Mazilier uscì dal suo ritiro per montare di nuovo Le corsaire per la famosa ballerina tedesca Adèle Grantzow e per celebrare l'Esposizione Universale.

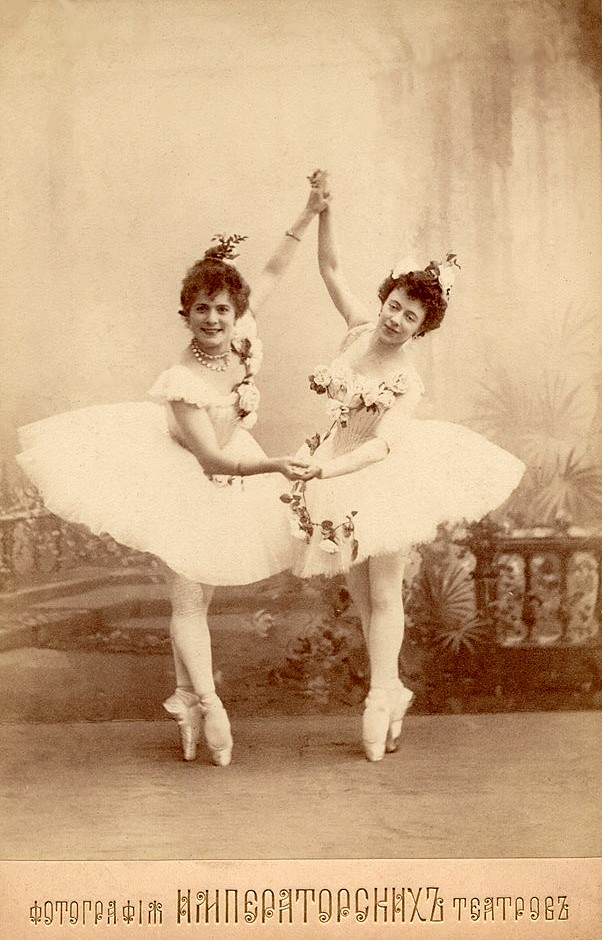
Le Jardin Animé: Pierina Legnani e Ol'ga Preobraženskaja (1899)

Mazilier coreografò ex novo l'intero balletto aggiungendo un Grand ballet su musica di Léo Delibes, creato apposta per la Grantzow, dal nome di Grand pas des fleurs. Il debutto del balletto avvenne il 21 ottobre 1867 ed ebbe un successo ancora maggiore della prima produzione. Questo sarebbe stato l'ultimo lavoro di Mazilier per il balletto poiché morì di lì a poco, il 18 aprile del 1868. Dopo 81 rappresentazioni, il balletto, alla partenza della Grantzow, fu tolto dal repertorio dell'Opéra e non venne mai più rappresentato sulle scene parigine.
Mentre danzava Le corsaire a Parigi, Adèle Grantzow fu invitata a San Pietroburgo. Per l'occasione Petipa montò un allestimento totalmente nuovo nella speranza di ottenere lo stesso successo di Parigi. La Grantzow garantì che avrebbe danzato il Grand pas de fleurs e aiutò Petipa nel montare la coreografia di Mazilier ma fu molto stupita quando vide i consistenti cambiamenti fatti da Petipa. Non solo, egli cambiò anche il nome del Grand pas des fleurs in Le jardin animé, ed è con questo nome che il balletto è arrivato fino a noi. Le corsaire debuttò all'inizio del 1868 ed ebbe così tanto successo che altre rappresentazioni di altri balletti dovettero essere cancellate per soddisfare le richieste del pubblico.

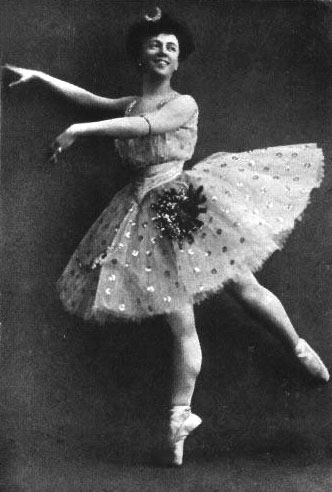
Ol'ga Preobraženskaja (1899)

Nel 1885, Petipa presentò la terza revisione de Le corsaire creata espressamente per la ballerina Evgenija Sokolova. Il coreografo rifece tutto ancora una volta e aggiunse dei brani di Léon Minkus (primo compositore del Balletto imperiale di San Pietroburgo) al pezzo de Le jardin animé assieme a quelli di Delibes.
L'ultima revisione di Petipa, e invero la più importante, venne fatta nel 1899 espressamente per la prima ballerina assoluta Pierina Legnani che danzò Medora con Ol'ga Preobraženskaja nella parte di Gulnare e Pavel Gerdt in quella di Conrad.

## Le Corsairenel ventesimo secolo
Nella prima metà del ventesimo secolo Le corsaire continuò ad essere rappresentato quasi esclusivamente in Russia. Dopo la morte di Petipa, Alexander Gorsky montò una versione nuova che debuttò nel gennaio del 1912 con Ekaterina Gel'cer nella parte di Medora e Vasilij Tichomirov in quella di Conrad aggiungendo, alla versione di Petipa, nuove danze di compositori come Vasilij Solov'ev-Sedoj, Reinhold Glière, Fryderyk Chopin e anche Čajkovskij. Il revival de Le corsaire di Petipa rimase in repertorio fino al 1928.
L'insegnante e coreografa Agrippina Vaganova fece una revisione del balletto per il Kirov Ballet nel 1931.
Una versione completamente nuova fu invece quella del maître de ballet Pëtr Gusev nel 1955 per il balletto del teatro Maly di Leningrado. Il libretto fu scritto dallo stesso Gusev e dal critico della danza Jurij Slonimskij e vi fu introdotto un nuovo carattere, lo schiavo Alì, che danzava anche nel famoso pas de deux come il pretendente. Gusev effettuò anche una completa revisione della partitura del balletto, che nonostante contenesse molti brani di altri autori, ancora per la maggior parte era da attribuire ad Adolphe Adam. Gusev eliminò quasi completamente la musica originale per adottare quella del balletto di Adam del 1842 La jolie fille du Gand, aggiungendo pure molte musiche di Cesare Pugni.
Con questa musica interpolata, vennero aggiunti nuovi "leitmotiv" per i personaggi principali del balletto e nello stesso tempo Gusev creò una nuova versione del prologo del balletto (con il famoso naufragio). Qui Gusev aggiunse un'entrata per Medora, un elaborato "pas" per Medora, Gulnare e altre dieci ballerine che in seguito trovano Conrad e i suoi compagni sulla riva del mare. Subito dopo le donne vengono rapite da Lankendem e i suoi compari e questo costringe Conrad ad andare a salvarle. Gusev aggiunse anche molte danze individuali dalla partitura di Riccardo Drigo per il balletto coreografato da Petipa nel 1889 dal titolo Il talismano. Originariamente, Gusev voleva montare questa revisione per il balletto del Kirov ma la compagnia decise di tenere la versione del 1931 della Vaganova. La produzione di Gusev è ancora danzata dal balletto di Novosibirsk.
Nel 1962 Vakhtang Chabukiani creò una nuova versione della coreografia di Petipa, incrementando la parte danzata per i ballerini maschi. Cambiò il Pas de trois di Drigo in un passo a due. Questo passo a due è stato reso celebre dall'interpretazione di Margot Fonteyn e Rudol'f Nureev e presentato per la prima volta al Covent Garden a Londra nel 1965, presente anche nel documentario An Evening with the Royal Ballet.
Nel 1989 il balletto del Kirov decise di presentare un revival de Le corsaire per l'imminente tour mondiale che si accingeva a fare. Ci fu un gran dibattito su quale versione tenere, se quella di Gusev o quella di Sergeev ma alla fine si decise di tenere quella di Gusev pur con costumi e scenografie ancora più sontuosi. Questo allestimento fu un gran successo a New York alla Metropolitan il 3 luglio 1989, con la Ballerina Altynai Asylmuratova nella parte di Medora.
Sergeev allestì un revival della sua versione del 1973 su invito di Jurij Grigorovič, il direttore della compagnia del Teatro Bol'šoj.
Questa versione debuttò l'11 marzo 1992 con grande successo e fu l'ultimo lavoro di Sergeev: morì il 1º aprile di quell'anno. Grigorovič decise allora di ritirare l'allestimento di Sergeev dal repertorio del Bol'šoj dopo sole sette rappresentazioni in modo che non ci fosse alcuna competizione con il suo allestimento andato in scena il 16 febbraio del 1994, una produzione che è ancora nel repertorio del balletto del Bol'šoj.
Nel 2018 il Teatro alla Scala ha realizzato una nuova produzione a opera di Amma-Marie Holmes con Nicoletta Manni e Timofej Andrijashenko.

## Trama

### Versione del Kirov/Mariinskij (di Pëtr Gusev e Jurij Slonimskij)
Personaggi
- Conrad - Capitano della nave dei corsari
- Ali - Schiavo di Conrad
- Birbanto - Primo compagno e amico di Conrad
- Lankendem - Mercante di schiavi
- Medora - Giovane donna greca
- Gulnare - Giovane donna greca e amica di Medora
- Seid Pascià - Un nobile turco

### Prologo: Il naufragio
Un gruppo di pirati, guidato da Conrad, da Birbanto e dallo schiavo Ali, viene sorpreso in mare da una tempesta e la nave ben presto affonda.

### Atto I
Scena 1: La spiaggia Conrad e i suoi amici sono naufragati sulla spiaggia. Arrivano alcune giovani donne greche, guidate da Medora e Gulnare, scoprono i corsari naufragati e Medora e Conrad si innamorano a prima vista. Arriva una pattuglia di commercianti turchi, guidati dal mercante di schiavi Lankandem, a caccia di giovani donne da vendere come schiave. I turchi subito catturano le giovani donne e pagano Lankendem profumatamente. Si dirigono verso il mercato degli schiavi al bazar turco e i corsari giurano di salvare le fanciulle sfortunate.
Scena 2: Il mercato degli schiavi Il facoltoso Pascià Seid arriva al mercato per comprare alcune schiave per l'harem. Lankendem gli mostra tutte le belle fanciulle rapite in Palestina e Algeria ma il pascià non è interessato fino a quando vede Gulnare con cui Lankendem danza un pas d'action (il Pas d'esclave). Il pascià la compra e vorrebbe comprare anche Medora, la più bella delle schiave, ma riesce a spuntarla un misterioso commerciante (in realtà Conrad mascherato) che fugge con lei, seguito dalle altre sue compagne. Nella confusione i corsari di Conrad catturano anche Lankendem.

### Atto II
La caverna del corsaro Conrad e i corsari portano Medora e le sue compagne nella loro caverna piena di tesori. Medora e Conrad dichiarano il loro amore e Alì giura di diventare lo schiavo devoto della fanciulla. I tre danzano un Grand pas classique (noto come Grand pas de deux à trois o Le Corsaire Pas de Deux). Le altre donne chiedono a Medora di intercedere per loro per farle liberare, ma Birbanto e suoi amici si rifiutano e ne nasce una battaglia. Conrad riesce però a liberarle come aveva promesso. Lankedem, che aveva visto tutto, si mette in affari con Birbanto: in cambio della libertà, fornirà una pozione che, spruzzata su un fiore, farà dormire immediatamente chiunque lo annusi. Birbanto accetta. Conrad e Medora ritornano e Lankedem offre a lei un bouquet di fiori da dare a Conrad, il quale, appena annusatolo, si addormenta. I corsari catturano Medora e quando Conrad si sveglia giura, con il fedele Alì, di salvarla ancora.

### Atto III
Scena 1: L'Harem del Pascià Seid Gulnare sta per essere festeggiata dal Pasha e si diverte. Lankendem arriva e presenta al Pasha tre bellissime donne. Esse danzano un pas de trois classique (il cosiddetto Grand pas de trois des odalisques). Presto Lankendem introduce il premio migliore, Medora. Anche se è molto triste per essere stata di nuovo catturata, si riprende un poco per il fatto di essere ancora con la sua amica Gulnare.
Scena 2: Il giardino animato Medora, Gulnare e tutte le donne dell'harem si uniscono per danzare un grand ballabile nel quale celebrano la bellezza, la grazia e l'armonia in un giardino pieno di fiori e fontane magiche.
Scena 3: Il salvataggio Il Pascià viene avvisato che sono arrivati dei pellegrini misteriosi. L'arrivo di questi pellegrini coincide con la preghiera della sera, condotta dal leader che in realtà è Conrad mascherato. La vera identità dei nuovi arrivati viene subito svelata e si vendicano del Pascià, dei suoi uomini e di Lankendem e salvano Medora e Gulnare.

### Epilogo
Medora, Conrad, Gulnare e Ali si imbarcano per nuove avventure, certi questa volta di trovare felicità senza fine.

### Versione dell'American Ballet Theatre (derivata dalla versione di Sergeev)
Personaggi 
- Conrad - Capitano della nave dei corsari
- Ali - Schiavo di Conrad
- Birbanto - Primo compagno e amico di Conrad
- Lankendem - Mercante di schiavi
- Medora - La bellissima schiava
- Gulnare - L'amica di Medora
- Seyd—Un pascià turco

### Prologo
Una nave pirata, guidata da Conrad, il suo schiavo Ali e l'amico Birbanto veleggia verso la Turchia.

### Atto I
Il Bazar
Commercianti e compratori animano il rumoroso bazar dove vengono vendute le schiave. Conrad e i suoi uomini arrivano quando Lankendem, il proprietario del bazar, sta commerciando le ragazze. Conrad vede Medora, una schiava, e si innamora immediatamente di lei. Arriva Seyd, un Pascià e Lankendem gli presenta tre giovani donne che danzano un Pas de trois classique (il Grand pas de trois des odalisques). Il Pascià le rifiuta. Lankendem allora gli presenta Gulnare, una graziosa schiava con la quale danza un pas d'action (il Pas d'esclave). Il Pascià la compra. A quel punto Lankendem presenta Medora e tutti sono incantati dalla sua bellezza. Il Pascià compra anche lei. Conrad istruisce il suo schiavo di riportargli Medora e i corsari rapiscono Lankendem dopo aver messo a soqquadro il villaggio.

### Atto II
La caverna
Conrad mostra a Medora la caverna piena di tesori. Birbanto chiama i corsari per portare il bottino rubato, le schiave e Lankendem. Medora, Conrad e lo schiavo Ali danzano un Grand pas classique (il Grand pas de deux à trois o Le Corsaire Pas de Deux). Dopodiché Medora chiede a Conrad, in nome del loro amore, di liberare tutte le schiave. Conrad accetta, ma Birbanto si ribella e convince i pirati a osteggiare Conrad il quale, con la sola forza della sua personalità e del suo potere instilla il terrore nei cuori dei corsari e li fa desistere. Non scoraggiato, Birbanto mette in piedi un altro piano. Spruzza una rosa con una pozione che fa addormentare e costringe Lankedem a darla a Medora, che a sua volta la porge a Conrad. Odorato il profumo intenso, Conrad si addormenta e i corsari, ritornati alla grotta, cercano di catturare Medora. Mentre sta lottando, Medora prende un pugnale e ferisce Birbanto al braccio. Nella confusione, Lankendem riesce a rapire Medora e scappa. Birbanto vuole uccidere Conrad ma viene fermato dallo schiavo. Intontito e con il cuore spezzato, Conrad scopre che Medora è stata rapita. Birbanto finge di non sapere nulla e giura fedeltà a Conrad.

### Atto III
Scena 1: Il palazzo del Pascià La giocosa Gulnare viene interrotta da Lankendem che porta Medora coperta da un velo. Il Pascià è molto contento che Medora sia stata catturata di nuovo.
Scena 2: Le jardin animé (Il giardino animato) Il Pascià decide di fare un sonnellino. Sogna di tutte le bellissime donne del suo harem che danzano un Grand Ballabile in un giardino incantato.
Scena 3: Il palazzo del Pascià Arriva Conrad mascherato con tutti i suoi compagni e svegliano il governatore e lo attaccano. Dopo che tutti sono fuggiti, Medora accusa Birbanto di essere un traditore e Conrad lo uccide. Conrad, Ali, Medora e Gulnare scappano sulla nave corsara.
Scena 4: La tempesta La nave corsare veleggia in mare calmo. Conrad, al timone, culla Medora. Improvvisamente arriva una tremenda tempesta e la nave affonda in acque turbolente.

### Epilogo
Quando il vento e il mare si calmano, sorge la luna in cielo. Illumina Conrad e Medora aggrappati a una roccia che ringraziano per il miracoloso salvataggio, testimonianza della forza del loro amore.